# Bodil Branner
Bodil Branner (født 5. februar 1943 i Aarhus) er en dansk matematiker tilknyttet Danmarks Tekniske Universitet.
Bodil Branner er uddannet cand.scient. i matematik og fysik ved Aarhus Universitet i 1967 og skrev speciale i algebraisk topologi.
I 1969 blev hun ansat ved Danmarks Tekniske Universitet, fra 1972 som lektor i matematik.
I 1984-1985 var Bodil Branner under orlov ansat i en gæstestilling ved det ansete Cornell University i USA, hvor hun indledte et forskningssamarbejde med den amerikanske matematiker John Hubbard. Hun fik her for alvor gang i sin forskning om dynamiske systemer, med særlig vægt på holomorf dynamik, og publicerede sammen med Hubbard nogle vægtige arbejder i dette område.
Bodil Branner har udover sit videnskabelige arbejde påtaget sig mange vigtige tillidsposter i matematikersamfundet. I perioden 1998-2002 var hun således formand for Dansk Matematisk Forening, som den første kvinde på denne post. Hun gjorde som formand en stor indsats for at udstrække foreningens aktiviteter til hele Danmark, og blev i 2008 udnævnt til æresmedlem af foreningen.
Også internationalt har Bodil Branner gjort en stor indsats for matematikersamfundet, bl.a. som vicepræsident for European Mathematical Society, 2001-2004. Her og i mange andre sammenhænge har hun ihærdigt arbejdet for at klarlægge særlige problemer for kvindelige forskere i matematikken. I 2012 blev hun udnævnt til Fellow of the American Mathematical Society for sine bidrag til matematikersamfundet.